# Koshigaya Alphas
Il Koshigaya Alphas (越谷アルファーズ) è una società cestistica avente sede a Koshigaya, in Giappone. Fondata nel 1997, gioca in B.League.

## Storia
Il Koshigaya Alphas è una squadra di pallacanestro giapponese fondata a Koshigaya nel 1997. Ha partecipato in Japan Basketball League 2 per una stagione nel 2012 e in National Basketball Development League dal 2013 al 2016. Attualmente gioca in B1 League, la massima serie del campionato giapponese di pallacanestro.